# Евфимий II (патриарх Константинопольский)
Евфимий II (греч. Ευθύμιος Β) — патриарх Константинопольский, который занимал пост патриарха на протяжении шести лет (1410- 1416).
Предшественником патриарха Евфимий II был патриарх Матфей, а его преемником был патриарх Иосиф II.

## Биография
Евфимий стал монахом уже в молодом возрасте и был рукоположен в священники. Он отличился своими богословскими и риторическими способностями, которые он использовал в защиту паламизма и противопоставлению унии Восточной православной церкви с Римско-католической церковью, за что был награжден титулом «Учитель Церкви».
Несмотря на то, что он был ярым противником унии, он был отправлен византийским императором Мануилом II Палеологом для участия в обсуждениях о возможном союзе с папой римским Урбаном VI.
Миссия была успешна, но без строгих обязательств с обеих сторон, и по возвращении в Константинополь он был возведен в сан архимандрита и стал настоятелем Студийского монастыря.
Евфимий II был рукоположен в сан протосинкелла, после чего занял кафедру патриарха Константинопольского. Во время своего правления он стремился вывести Церковь из-под контроля императора и действовать автономно. Из его сочинений сохранились только философский трактат «О бытии и небытии» и два письма.
Евфимий II скончался 29 марта 1416 года.